# 下金山駅
下金山駅（しもかなやまえき）は、北海道空知郡南富良野町字下金山にあった北海道旅客鉄道（JR北海道）根室本線の駅（廃駅）である。駅番号はT33。電報略号はシモ。事務管理コードは▲110403。

## 歴史

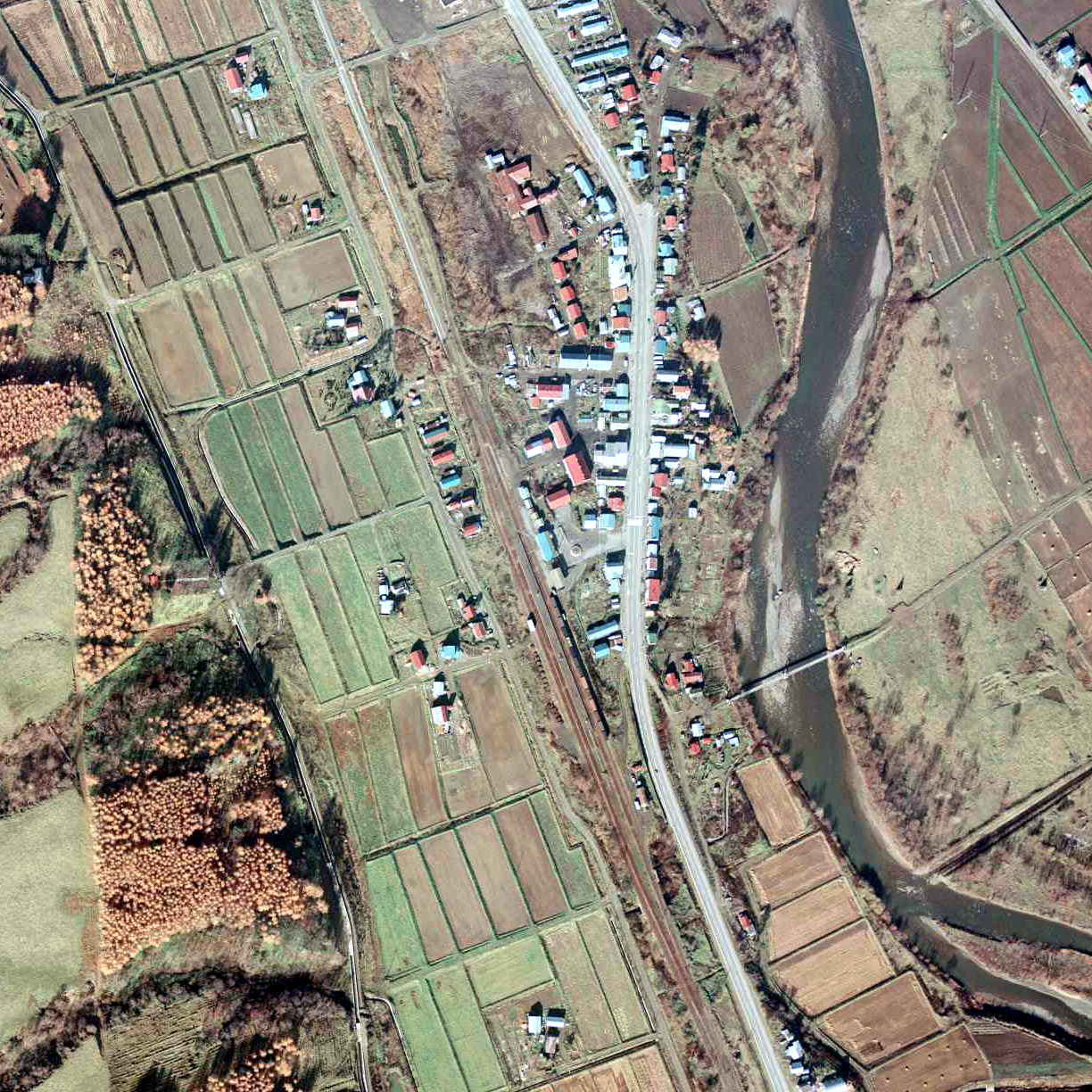
1977年の下金山駅と周囲約750m範囲。下が新得方面。駅表北側の空き地が東京大学農学部管轄の貯木場跡で、森林鉄道は本線脇を並行して北上し、東へ向きを変えて演習林へ向かっていた。

当地は1900年（明治33年）に下富良野駅（現：富良野駅） - 鹿越駅間に鉄道が開通した時点では、駅が設けられていなかった。
しかし、翌1901年（明治34年）に富山県から鶴屋吉太郎という人物が移住して開拓と小作人の募集を始めたこと、1899年（明治32年）に、当駅付近の西達布川流域のほとんどが、東京帝国大学（→東京大学、以下「東大」と表記）農学部に譲渡され、北海道演習林となったものの、交通が不便であったため、駅の設置が必要となり、当駅の開駅となった。

### 年表
- 1913年（大正2年）10月1日：鉄道院釧路線山部駅 - 金山駅間に新設開業（一般駅）[4][3]。
- 1927年（昭和2年）：同年に当駅から空知川を挟んで東方の川口2号地との間（2.2 km）に富士製紙専用鉄道が開通[5]。
- 1919年（大正8年）5月1日：当駅含む山部駅 - 新得駅間の管轄を旭川管轄から釧路管轄とする[6]。
- 1923年（大正12年）
  - 4月1日：当駅含む山部駅 - 新得駅間の管轄を釧路管轄から再び旭川管轄とする[6]。
  - 同年：木材積み下ろし用クレーンを整備[3]。
- 1928年（昭和3年）：同年、富士製紙専用軌道が買収され、東京帝国大学（→東京大学）北海道演習林森林軌道（通称：西達布本線）に編入（蒸気動力）[5]。ただし空知川を渡る橋が木造橋であり蒸気機関車が入線できないことから貨車は手押しによる連絡[5]。
- 1936年（昭和11年）：同年、森林軌道西達布本線の空知川を渡る橋梁が鋼橋となり、当駅隣接の土場に森林軌道の機関車が直接入線できるようになる[5]。
- 1939年（昭和14年）12月29日：駅舎を200m滝川寄りに新築移転し、現在位置となる[3]。
- 1949年（昭和24年）12月1日：当駅含む布部駅 - 新得駅間の管轄を旭川鉄道管理局管轄から再び釧路鉄道管理局管轄とする[6]。
- 1952年（昭和27年）：同年までに森林軌道西達布本線廃止（トラック輸送に転換）[5]。
- 1956年（昭和31年）11月：構内線を重軌条化[3]。
- 1957年（昭和32年）
  - 7月：駅前広場を整地[3]。
  - 8月：駅待合室を整備[3]。
- 1958年（昭和33年）
  - 7月1日：皇太子（現：上皇）明仁の行啓記念植樹[3]。
  - 11月4日：駅前にロータリーを設置[3]。
- 1982年（昭和57年）11月15日：貨物・荷物取扱い廃止[7]。無人化[8]。
- 1983年（昭和58年）：現駅舎落成[9]。
- 1987年（昭和62年）4月1日：国鉄分割民営化により、北海道旅客鉄道（JR北海道）の駅となる[1]。
- 1994年（平成6年）4月1日：釧路支社と本社鉄道事業本部の境界を布部駅の富良野駅方（施設キロ 61km 000 m地点）から上落合信号場手前（施設キロ114 km 700 m地点）に変更し、当駅の管轄を本社鉄道事業本部に移管[10]。構内便所の管理を南富良野町に移管[10]。
- 2024年（令和6年）4月1日：富良野駅 - 新得駅間の廃止に伴い廃駅[11][JR北 1]。

### 駅名の由来
金山駅より空知川の下流にあることから。

## 駅構造
廃止時点では単式1面1線ホームを持つ地上駅で、富良野駅管理の無人駅だった。
かつては島式ホームと貨物ホームがあったが、廃止時点では貨物ホームと島式ホームの1線が撤去され、島式ホームの半面使用の単式ホームになっていた。

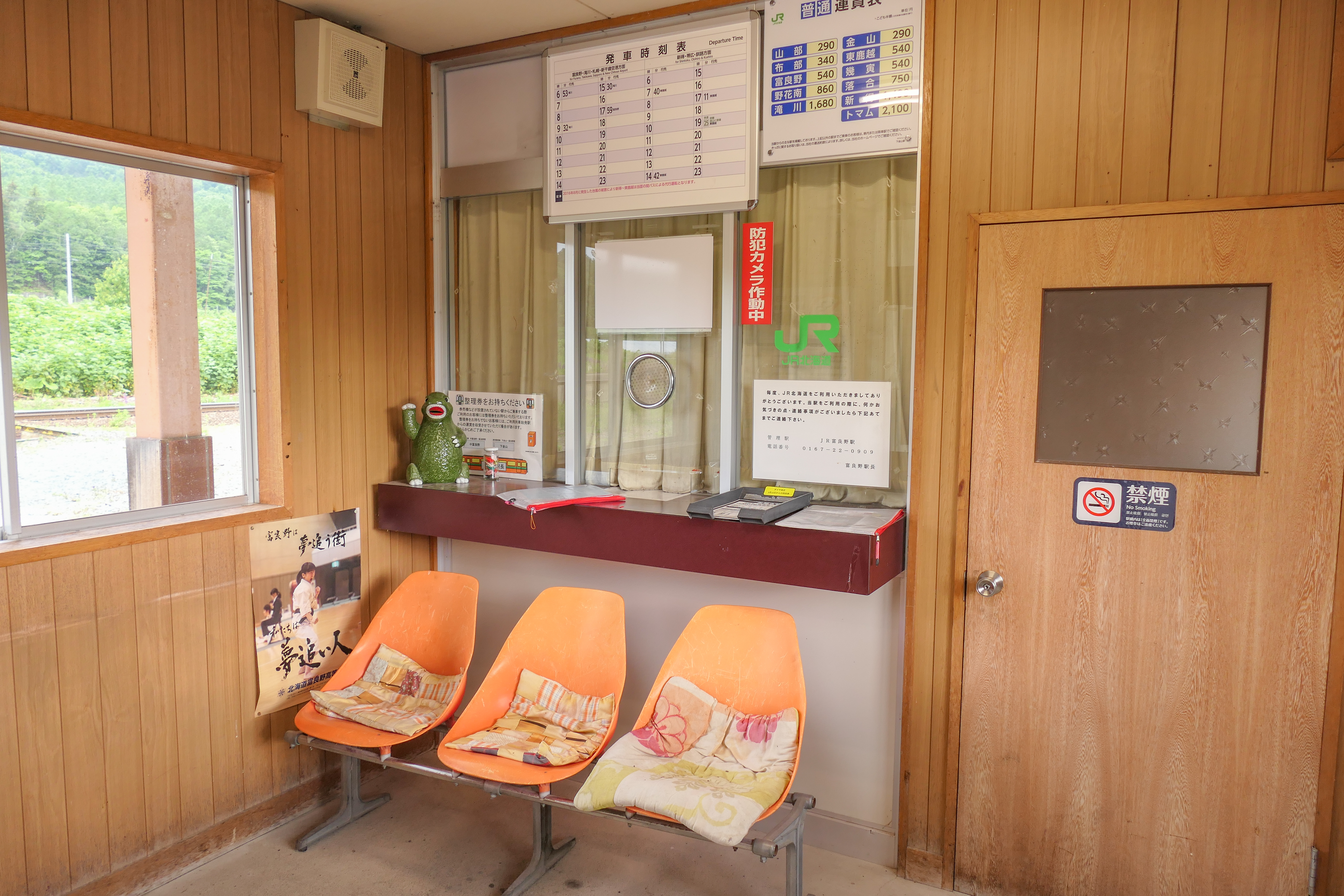
待合室（2022年6月）
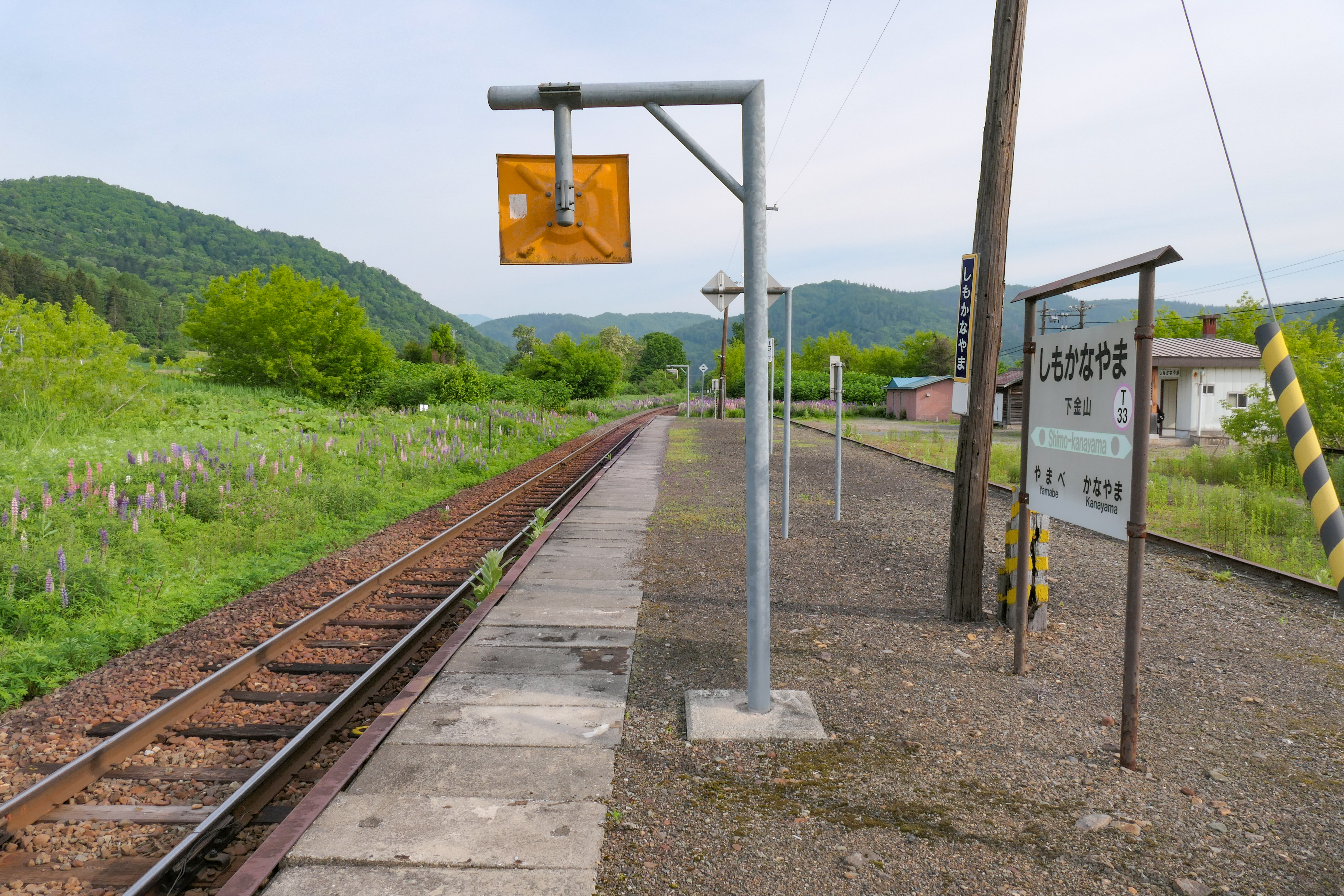
ホーム（2022年6月）

## 利用状況
乗車人員の推移は以下のとおりであった。年間の値のみ判明している年については、当該年度の日数で除した値を括弧書きで1日平均欄に示す。乗降人員のみが判明している場合は、1/2した値を括弧書きで記した。
また、「JR調査」については、当該の年度を最終年とする過去5年間の各調査日における平均である。
| 年度               | 乗車人員 | 乗車人員 | 乗車人員     | 出典        | 備考                                        |
| 年度               | 年間     | 1日平均  | JR調査       | 出典        | 備考                                        |
| ------------------ | -------- | -------- | ------------ | ----------- | ------------------------------------------- |
| 1992年（平成04年） |          | (9.0)    |              | [ 13 ]      | 1日平均乗降客数18人                         |
| 2015年（平成27年） |          |          | 「10名以下」 | [ JR北 2 ]  |                                             |
| 2016年（平成28年） |          |          | 2.2          | [ JR北 3 ]  | 同年度から東鹿越 - 新得間被災によりバス代行 |
| 2017年（平成29年） |          |          | 2.4          | [ JR北 4 ]  |                                             |
| 2018年（平成30年） |          |          | 3.0          | [ JR北 5 ]  |                                             |
| 2019年（令和元年） |          |          | 3.4          | [ JR北 6 ]  |                                             |
| 2020年（令和02年） |          |          | 2.8          | [ JR北 7 ]  |                                             |
| 2021年（令和03年） |          |          | 3.8          | [ JR北 8 ]  |                                             |
| 2022年（令和04年） |          |          | 3.6          | [ JR北 9 ]  |                                             |
| 2023年（令和05年） |          |          | 3.4          | [ JR北 10 ] | 営業最終年度                                |

## 駅周辺
下金山の集落がある。駅前の道路沿いに住宅等がある。西側は山地である。近隣に東京大学の演習林が広がる。
- 国道237号
- 下金山簡易郵便局
- 下金山小学校
- 占冠村営バス「下金山」・南富良野町営バス「下金山作倶楽前」停留所

## 西達布森林鉄道
1921年から1954年にかけて、東京大学演習林内から下金山駅の貯木場まで森林鉄道（北海道演習林・西達布森林鉄道。軌間762mm）が稼働しており、木材の積み出しが行われていた。
- 1921年（大正10年）3月：東京帝国大学が同大学北海道演習林内の西達布-川口間10.8kmに馬車軌道の森林軌道敷設。
- 1925年（大正14年）7月：富士製紙が演習林内軌道終点の川口より下金山駅土場までの2.1kmに軌道を敷設。
- 1927年（昭和2年）3月：東京帝国大学が富士製紙の軌道を買収。蒸気機関車2台を導入し、西達布-下金山駅土場への西達布森林鉄道本線約13km運用。
- 時期不詳：老節布川軌道、川松沢軌道、岩魚沢軌道、奥の沢軌道、西達布川本流軌道等支線延長。
- 1952年（昭和27年）：東京大学農学部北海道演習林・西達布森林鉄道廃止。
- 1954年（昭和29年）：軌道撤去。

## 隣の駅
北海道旅客鉄道（JR北海道）
■根室本線
山部駅 (T32) - 下金山駅 (T33) - 金山駅 (T34)

### JR北海道
1. ↑  『根室線（富良野・新得間）の鉄道事業廃止届の提出について』（PDF）（プレスリリース）北海道旅客鉄道、2023年3月31日。オリジナルの2023年3月31日時点におけるアーカイブ。2023年3月31日閲覧。
2. ↑  “極端にご利用の少ない駅（3月26日現在）” (PDF). 平成28年度事業運営の最重点事項.   北海道旅客鉄道株式会社. p. 6 (2016年3月28日). 2017年12月10日閲覧。
3. ↑  “駅別乗車人員（2016）” (PDF). 線区データ（当社単独では維持することが困難な線区）(地域交通を持続的に維持するために).   北海道旅客鉄道株式会社. p. 2 (2017年12月8日). 2018年8月17日時点のオリジナルよりアーカイブ。2018年8月17日閲覧。
4. ↑  “根室線（富良野・新得間）” (PDF). 線区データ（当社単独では維持することが困難な線区）(地域交通を持続的に維持するために).   北海道旅客鉄道. p. 3 (2018年7月2日). 2018年8月18日時点のオリジナルよりアーカイブ。2018年8月18日閲覧。
5. ↑  “根室線（富良野・新得間）” (PDF). 線区データ（当社単独では維持することが困難な線区）(地域交通を持続的に維持するために).   北海道旅客鉄道. p. 3 (2019年10月18日). 2019年10月18日時点のオリジナルよりアーカイブ。2019年10月18日閲覧。
6. ↑  “根室線（富良野・新得間）” (PDF). 地域交通を持続的に維持するために > 輸送密度200人未満の線区（「赤色」「茶色」5線区）.   北海道旅客鉄道. p. 3 (2020年10月30日). 2020年11月2日時点のオリジナルよりアーカイブ。2020年11月4日閲覧。
7. ↑  “駅別乗車人員  特定日調査（平日）に基づく”.   北海道旅客鉄道. 2022年8月3日時点のオリジナルよりアーカイブ。2022年8月14日閲覧。
8. ↑  “駅別乗車人員  特定日調査（平日）に基づく”.   北海道旅客鉄道. 2022年9月3日時点のオリジナルよりアーカイブ。2022年9月3日閲覧。
9. ↑  “駅別乗車人員  特定日調査（平日）に基づく”.   北海道旅客鉄道. 2023年11月10日時点のオリジナルよりアーカイブ。2023年11月10日閲覧。
10. ↑  “駅別乗車人員  特定日調査（平日）に基づく”.   北海道旅客鉄道 (2024年). 2024年9月9日時点のオリジナルよりアーカイブ。2024年9月9日閲覧。